# 阿什特比拉鎮區 (北達科他州巴恩斯縣)
阿什特比拉鎮區（英語：Ashtabula Township）是位於美國北達科他州巴恩斯縣的一個鎮區。

## 地方資料
阿什特比拉鎮區的面積為93.71平方千米，當中陸地面積為84.88平方千米，而水域面積為8.83平方千米。根據2010年美國人口普查的數據，當地共有人口112人，而人口密度為每平方千米1.2人。